# H. H. Kung

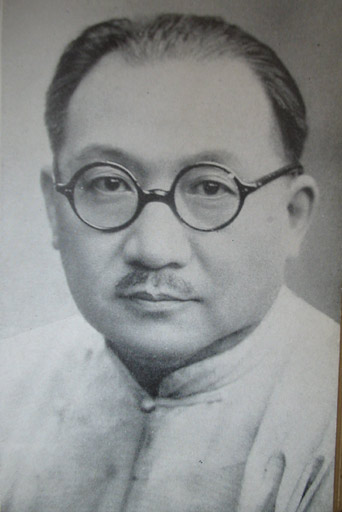
Kung in den 1930er Jahren

H. H. Kung oder Kong Xiangxi (chinesisch 孔祥熙, Pinyin Kǒng Xiángxī, W.-G. Kung Hsiang-hsi; geboren am 11. September 1881 in Taigu, Provinz Shanxi; gestorben am 16. August 1967 in Locust Valley [NY]), bekannt als Dr. H. H. Kung, war ein chinesischer Bankier und Politiker. Er war ab 1928 Minister und 1938 kurzzeitig Ministerpräsident Chinas.

## Familie
H. H. Kung ist ein Nachkomme des Konfuzius und war in erster Ehe ab 1910 verheiratet mit Han Yu-mei († 1913). Die Ehe blieb kinderlos.
In zweiter Ehe heiratete er Song Ailing, die älteste der drei Song-Schwestern, das Paar hatte zwei Töchter und zwei Söhne. Die mittlere der drei Song-Schwestern, Soong Ching-ling, war mit Sun Yat-sen verheiratet. Die jüngste Schwester seiner Frau war mit Chiang Kai-shek verheiratet. Kung war ein Nachfahre von Konfuzius in 75. Generation.

## Biografie

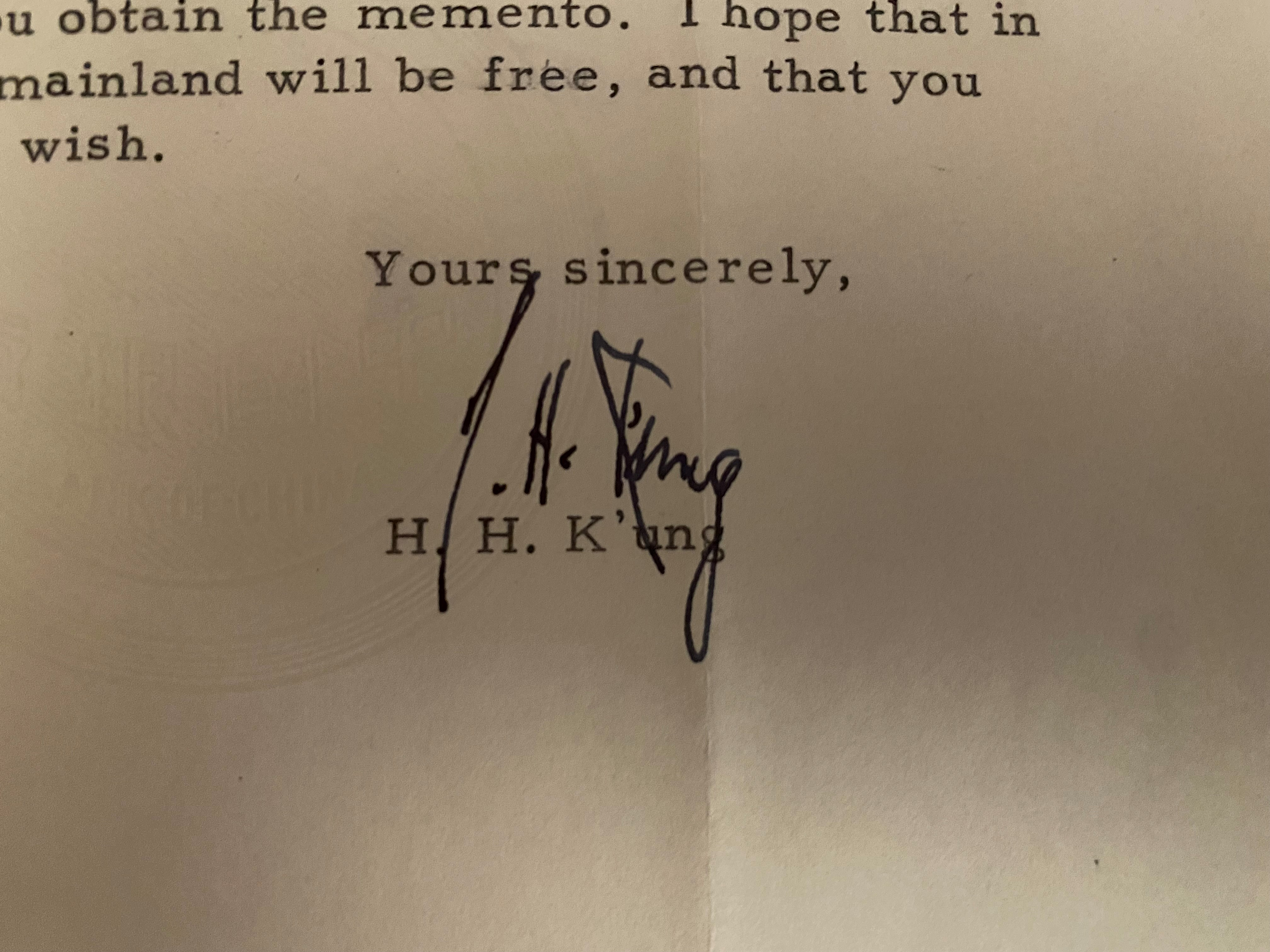
Eigenhändige Unterschrift

### Jugend und Ausbildung
Kong wurde während der Qing-Dynastie in eine Bankiers- und Handelsfamilie in Taigu in der Provinz Shanxi geboren. Dort besuchte er die Oberlin-Missionsschule. Anschließend studierte er am North China Union College in Tongzhou Mathematik, Physik und Chemie. 1901 ging er zum Studium in die USA, wurde dort aber, bevor er sein Studium am Oberlin College aufnehmen konnte, aufgrund des Chinese Exclusion Act für mehrere Wochen inhaftiert. Nach einem Zwischenaufenthalt in Kanada konnte er am Oberlin College einen Abschluss machen. Das folgende Studium der Wirtschaftswissenschaften an der Universität Yale schloss er mit einem Master-Grad ab.
Zurück in China, gründete er eine Reihe von Schulen, sowie in Kooperation mit dem Oberlin College die erste Sekundarschule sowie die erste koedukative Primarschule in Shanxi. Aus Wirtschaftskreisen und von der Polizei wurde er zu Schulungen eingeladen, was ihm zu wichtigen Kontakten in Wirtschaft und Verwaltung verhalf. 1908 wurde die Oberlin Shansi Memorial Association mit dem Ziel gegründet, Kungs Anstrengungen in Shanxi in Bezug auf Bildung und Erziehung zu fördern und zu unterstützen.

### Politische Karriere
Parallel zu seiner Tätigkeit im Bereich Bildung und Erziehung begann sein Einstieg in die Politik. Zusammen mit seinem Onkel Kong Fanxing (孔繁杏) gründete er die Yangji-Gesellschaft (樣記公司), die von Asia Petroleum Ltd. Exklusivrechte zur Förderung von Öl erhielt, und die die Grundlage zu seinem Aufstieg als einer der reichsten Männer Chinas bildete.

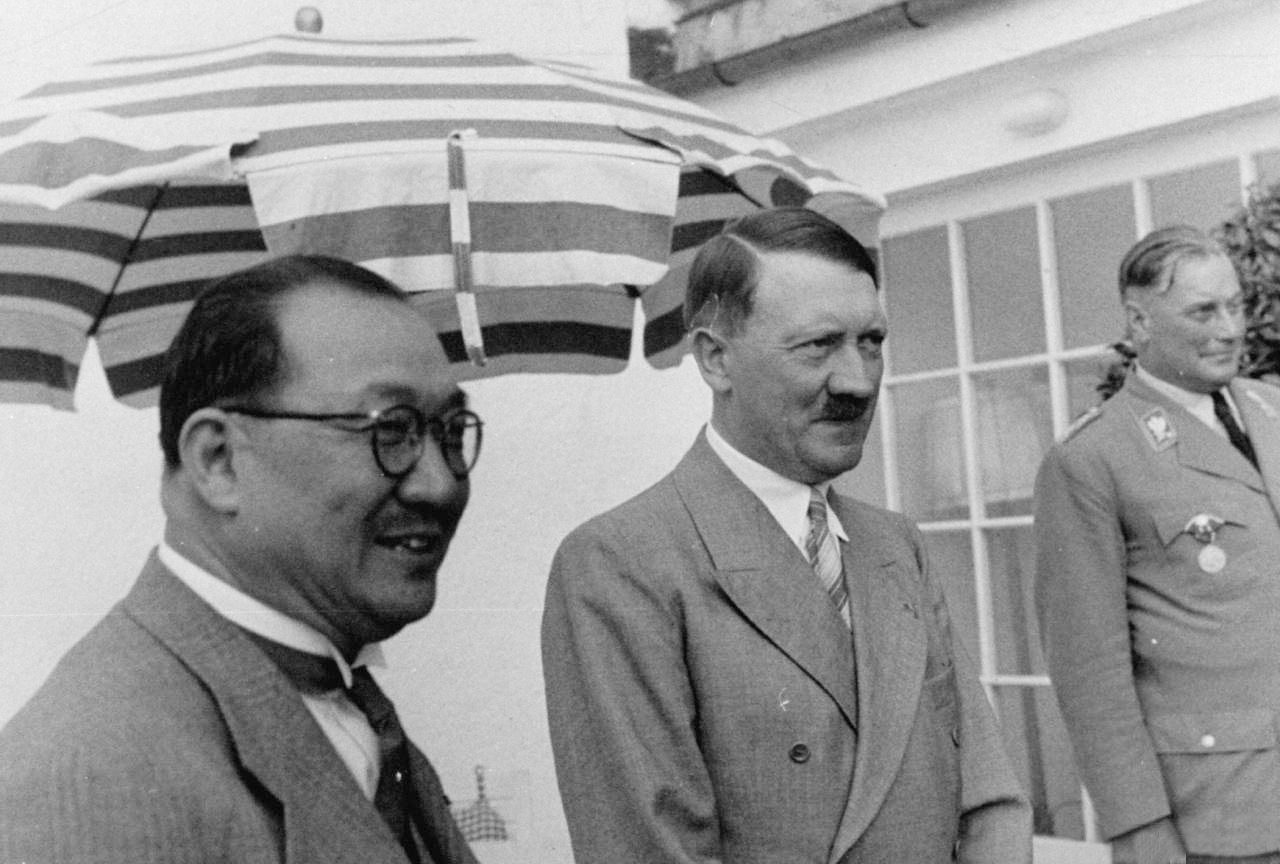
H. H. Kung und Adolf Hitler in Berlin (1936)

H. H. Kung half 1925 Chiang Kai-shek in der Kuomintang-Partei aufzusteigen und arrangierte dessen Heirat mit seiner Schwägerin Song Meiling. 1928 wurde Kung Handels- und Industrieminister. Nach fünf Jahren in dieser Position löste er seinen Schwager T. V. Soong als Finanzminister ab. In seiner Amtszeit gab China den Silberstandard für seine Währung auf und band die Währung in die internationale Währungsordnung ein. Hierdurch konnte China die erste Phase des Krieges mit Japan überstehen. Über seine Funktion als Finanzminister hinaus erwarb sich Kung durch seine diplomatischen Bemühungen große Verdienste. Anlässlich der Krönungsfeierlichkeiten Königs Georg von Großbritannien reiste Kung 1937 nach Europa und in die USA. Er traf dabei neben den Diktatoren Benito Mussolini in Italien und Adolf Hitler in Deutschland auch die Politiker demokratischer Länder, so etwa in Großbritannien mit dem Königspaar und dem britischen Premier Neville Chamberlain oder in den Vereinigten Staaten mit US-Präsident Franklin D. Roosevelt und US-Finanzminister Henry Morgenthau. Ferner führten ihn seine Reise in die Tschechoslowakischen Republik, in die Schweiz, nach Frankreich und nach Belgien. In Genf hielt er eine Rede vor dem Völkerbund. Kong Xiangxi bemühte sich auf seiner Europa- und USA-Reise 1937 um Unterstützung gegen die japanische Invasion. Dies konnte durch Darlehen und Waffenlieferungen geschehen. Im August 1937 besuchte er Bad Nauheim und schrieb von dort aus einen Brief an Hitler, um ihn von einem Bündnis mit Japan abzubringen und Partei für die Republik China zu ergreifen. In Bad Nauheim stand er unter Beobachtung der SS und des SD. Da zwischenzeitlich, wie man in China befürchtet hatte, der Krieg mit Japan ausgebrochen war, kehrte Kung nach China zurück.
1938 löste Kung seinen Schwager Chiang Kai-shek kurz als Premierminister Chinas ab, damit dieser auf den Kampf gegen Japan konzentrieren konnte. 1939 befasste Kong in dieser Zeit sein Kabinett mit dem Vorhaben, verfolgte europäische Juden im südchinesischen Tengchong anzusiedeln, deren Aufnahme andere Staaten noch verweigerten. Dies ist umso bedeutsamer, als die Republik China unter Chiang Kai-shek noch immer diplomatische Beziehungen zu Deutschland unterhielt und Kong erst kürzlich mit Hitler zusammengetroffen war. Allerdings musste er hinnehmen, dass Deutschland während seiner Amtszeit Mandschukuo und 1941 die gegnerische Regierung unter Wang Jingwei anerkannte, die ein von Japan abhängiges, faschistisches System im Norden Chinas etabliert hatte.
Hiernach war er Premierminister und wieder Finanzminister. Wegen des Sieges der Kommunisten unter Mao im chinesischen Bürgerkrieg begab Kung sich 1947 in das Exil in den Vereinigten Staaten.

## Archive
Im Hoover-Institution-Archiv befindet sich eine umfangreiche Sammlung von Reden und Schriften Kungs, sowie Briefwechsel, Konferenzprotokolle und -berichte, Bild- und Tondokumente, Bild- und Textmaterial über die Politik und Wirtschaft Chinas, die Diplomatie und Finanzwesen während des Zweiten Weltkriegs.
In der Bibliothek der Columbia University befindet sich eine Sammlung von Dokumentarmaterial, das Kung betrifft: die H. H. Kung papers, 1936-1958, bulk 1936-1944. Es handelt sich um 10 Rollen Microfilm mit Korrespondenzen und Dokumenten zu Politik und Wirtschaft. Zehn Filmrollen dokumentieren die Zeit, als Kung Premier und Vizepremier während des Japanisch-chinesischen Kriegs war.